# Hamerský mlýn (Kanice)
Takzvaný Hamerský mlýn je soubor staveb nacházející se při řece Svitavě u cyklostezky mezi Obřany a Bílovicemi nad Svitavou, avšak na katastru obce Kanice, asi 5 km severně od středu města Brna. Stavby jsou od roku 2007 v rekonstrukci a slouží kovářské dílně, zároveň působí jako skanzen. Historicky žádná ze staveb nebyla nikdy mlýnem, ale pouze vodním dílem s kolem.

## Historie
První zmínka o budově na tomto místě je z roku 1820 a hovoří o kovářské dílně. Měla mít asi pět krát dvanáct metrů a pultovou střechu směrem k řece. Indikační skica Řícmanic z roku 1826 uvádí jako majitele pozemku Franze Passeka (Pašeka), budova v ní však není zachycena. Stavba pozdější obytné budovy je zachycena až na indikační skice Kanic z roku 1872. Kolem roku 1900 koupil dílnu Julius Kovář, který zde vybudoval malou továrnu na výrobu ozubených kol. K výrobě elektrické energie a pohonu strojů si Kovář zkonstruoval tzv. Zuppingerovo kolo s evolventně prohnutými lopatkami, bez náhonu a na spodní až střední vodu, jež má dobrou účinnost i při velmi rozdílném množství vody. Díky tomu byla továrna soběstačná a osvětleny mohly být i obytné prostory. Kvůli údajně nepovolené výrobě elektřiny byl Kovář několikrát neúspěšně žalován brněnským magistrátem, což vedlo k úpadku výroby. Otáčky kola s konstrukcí tzv. Zuppingerova kola se přenášely přes tzv. Ewartův řetěz, šlo tedy o technický unikát.
Ve 20. letech 20. století se zde začaly vyrábět také rašple a pilníky. S výrobou pokračoval Václav Kovář, který však neměl žádného syna a tedy pokračovatele výroby. Podle rodiny Kovářů vzniklo nejspíše místní pojmenování Kovářovo údolí a budovy samotné byly nazývány jako pilníkárna. Při dílně měla být provozována také hospoda. Roku 1938 zasáhla údolí povodeň, jež zasáhla také dílnu, což nejspíše vedlo k jejímu následujícímu prodeji. Dílny koupili manželé Anna a Emil Pohlovi, kteří v budovách zřídili koželužnu (někdy zvanou „rasovna“) a dílnu rozšířili na asi dvacet tři metrů. Vznikla tak dlouhá budova sestávající z dílny a generátorovny s kolem umístěným pod ní. Obytnou budovu pár desítek metrů od dílny rovněž rozšířili, především o prostory, kde mohli sušit kůže. Vodní kolo koželužně tentokrát sloužilo pouze k výrobě elektřiny. Firma fungovala po celou dobu druhé světové války a po válce až do roku 1948, kdy byl provoz manželům zakázán. Stroje posléze zabavili a pionýři je odvezli do sběru. Po smrti Emila Pohla roku 1962 v budovách zůstaly pouze paní Pohlová s dcerou (později Hlobilová), stávaly se však terči záškodníků, proto obytný dům prodaly manželům Řepovým a ponechaly si dílnu. Kolem roku 2005 vyhořela budova generátorovny. Dílna později přešla do majetku pana Ebena, který ji roku 2007 prodal uměleckému kováři Danielu Hlobilovi. Budovy se do té doby dlouho rozpadaly, byly učiněny pokusy o jejich přestavbu na rekreační chatu, ale bez úspěchu, takže se staly ruinou obývanou bezdomovci a rezavé kolo sotva odolávalo proudu řeky.

Hlobil s Tomášem Měšťanem vzápětí založil obecně prospěšnou společnost Kovářovo údolí, jejímž cílem je rekonstrukce budov, vybudování kovárny, hamru a řemeslných dílen a také propagace řemesel. Od roku 2011 jsou budovy rekonstruovány starým způsobem. Hlobil se snaží používat staré materiály a postupy, kupříkladu kamenné zdi, valené klenby, tesané trámy atp. V plánu má kovář také opravu kanálu a zprovoznění vodního kola, které bude pohánět transmise v dílně. Mlýn kovář pojmenoval jako Hamerský mlýn, což odkazuje na hamr, nacházející se v mlýně.

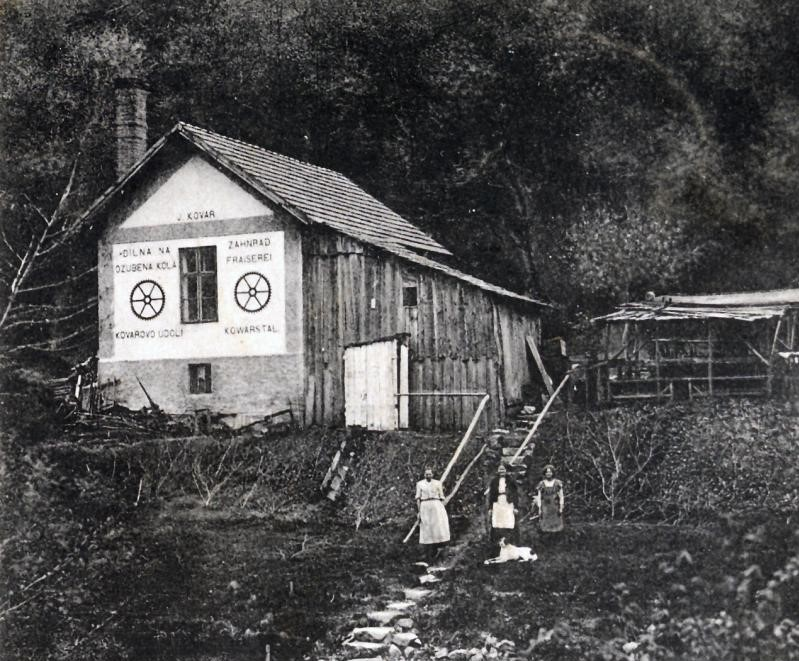
Historická fotografie dílny Juliuse Kováře, pohled přes řeku. Stav nejspíše před stavbou kola, které se nacházelo později po levé straně.
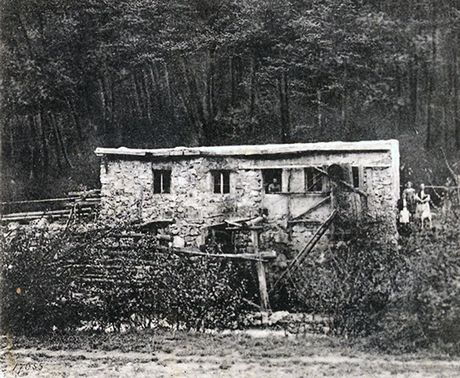
Historická fotografie obytné budovy, pohled přes řeku. První budova zachycená v katastru.
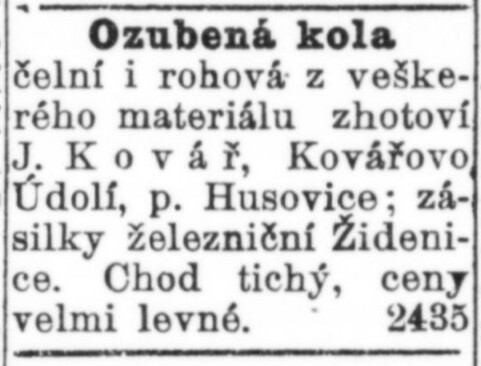
Reklama na ozubená kola v Lidových novinách z roku 1905.

### Obřanský obr
Společnost Kovářovo údolí vyhlásila v létě roku 2010 údolí jako Svobodné území IFAISTA a stát umělců všech řemesel a v mlýně a okolí pořádá od tohoto roku každoročně událost zvanou Obřanský obr, kde se setkávají umělečtí kováři a jiní řemeslníci, kteří předvádí veřejnosti své řemeslo za doprovodu dalších atrakcí. Událost navštívila také vnučka pana Kováře, Dagmar Kartousová, která vyprávěla o svém dědovi a babičce, jak prodávali v hospodě pivo a tvarůžky.